# 何寵
何寵（1512年—？），字汝錫，號文峯，浙江台州府臨海縣柵浦人，明朝政治人物。

## 生平
嘉靖二十二年（1543年）癸卯科浙江鄉試第十五名舉人，三十二年（1553年）癸丑科二甲第二十三名進士。禮部觀政，授無為州知州，升南京刑部廣東司員外郎，升郎中，出為潮州府知府，四十三年（1564年）以軍士無糧發生騷亂，被責問，卒於官。

## 家族
曾祖何允直；祖父何侃；父何從良，典史。母汪氏。弟何寬（南京吏部尚書）、何寀（生員）。